# كوكال مبرقش
كوكال مبرقش (الاسم العلمي: Centropus ateralbus) (بالإنجليزية: Pied Coucal)‏ هو نوع من الطيور يتبع جنس الكوكال من فصيلة طيور الوقواق.